# Cultura de Fritzens-Sanzeno
La cultura de Fritzens-Sanzeno es documenta a finals de l'Edat del Ferro, des del sisè al primer segle abans de Crist, a la regió alpina del Trentino i del Tirol. En el període d'expansió màxima va arribar també a la regió d'Engiadina. Pren el nom de les dues ciutats de Fritzens (Àustria) i Sanzeno (Trentino), on es van dur a terme importants excavacions arqueològiques a principis del segle xx.
La cultura de Fritzens-Sanzeno va substituir la cultura de Luco-Meluno a l'Alto Adige i Trentino i la cultura dels camps d'urnes (Urnfield) al Tirol austríac. Aquesta fàcies cultural va deixar d'existir en el període posterior a la conquesta dels Alps i de Rezia per part d'August, a finals del segle i aC, que també marca el final de l'edat del ferro a la regió.